# كيث ستوت
كيث ستوت (بالإنجليزية: Keith Stott)‏ هو لاعب كرة قدم بريطاني في مركز الدفاع، ولد في 12 مارس 1944 في أثرتون (مانشستر الكبرى) في المملكة المتحدة، وتوفي في 5 مارس 2012. لعب مع نادي تشيسترفيلد ونادي كرو ألكساندرا.